# طوطی شاهی استرالیایی
طوطی شاهی استرالیایی (نام علمی: Alisterus scapularis) نام یک گونه از تیره طوطیان است.

## نگارخانه
- پرونده:Alisterus scapularis -مادهNorth Lyneham -pair-8.jpg

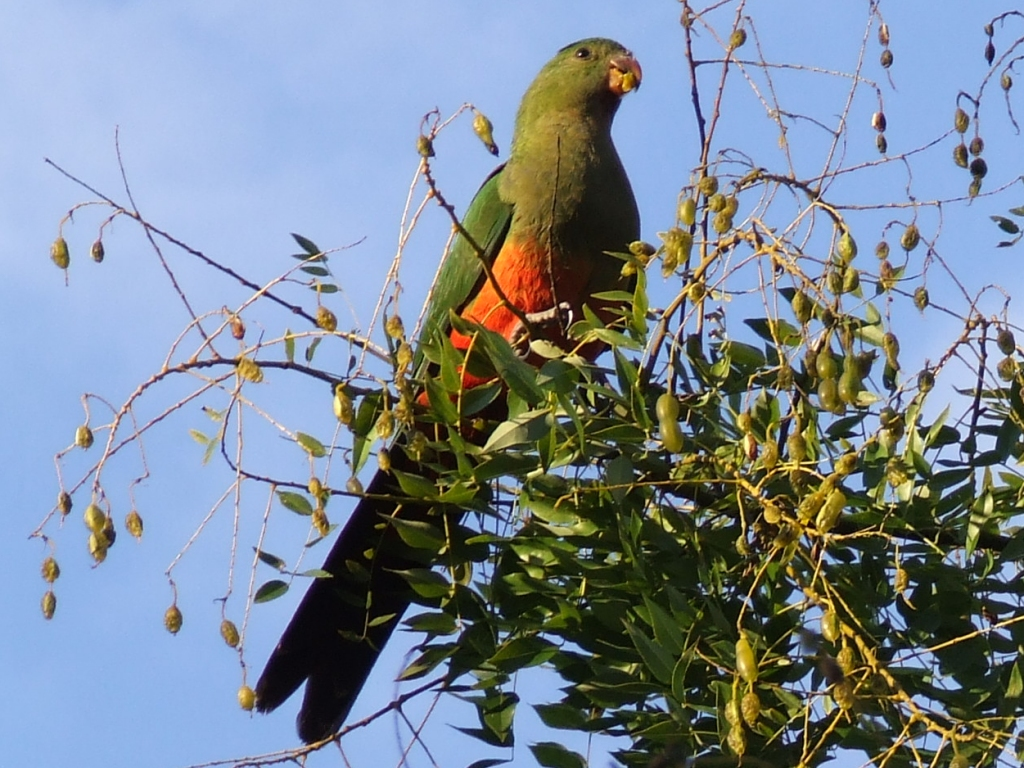
نر
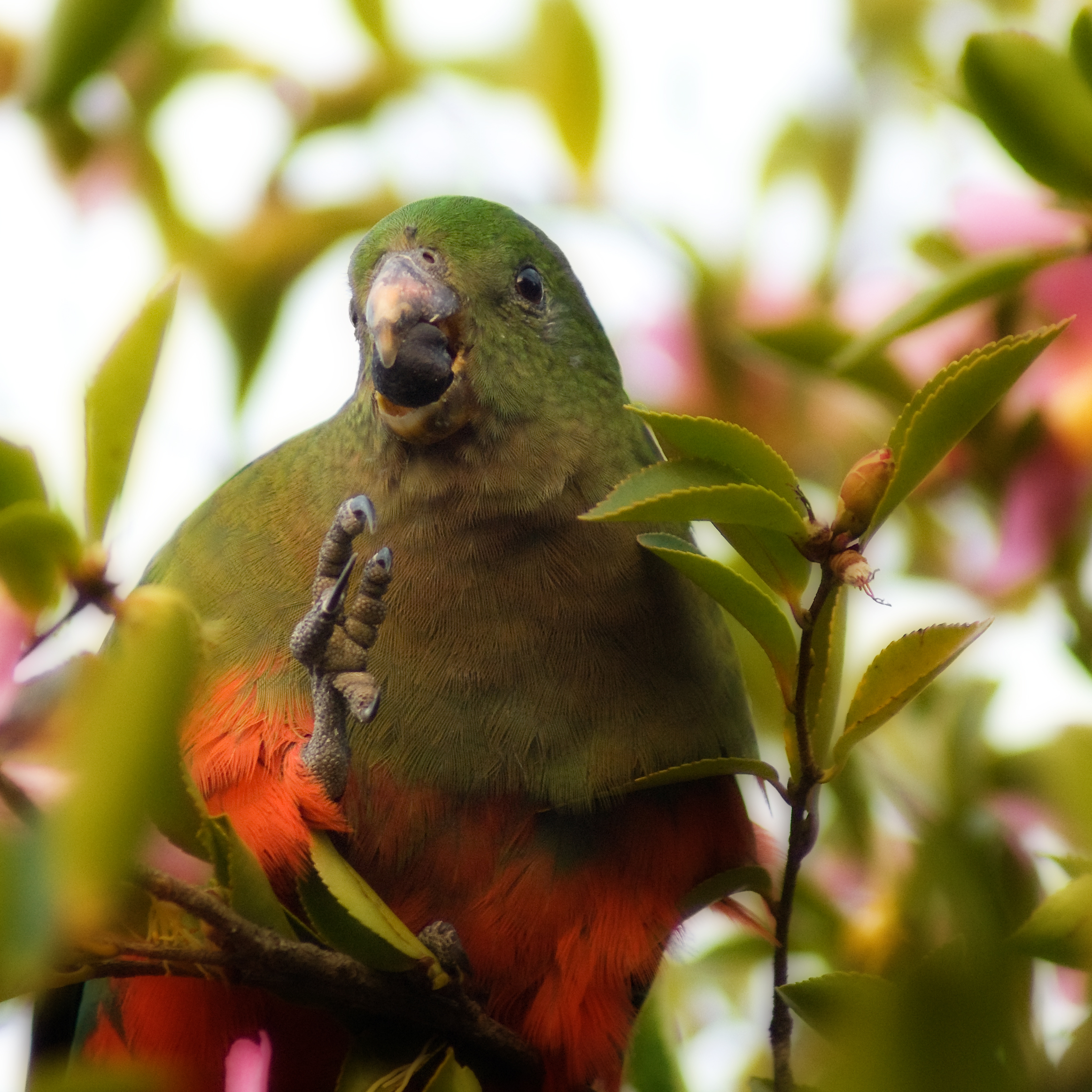
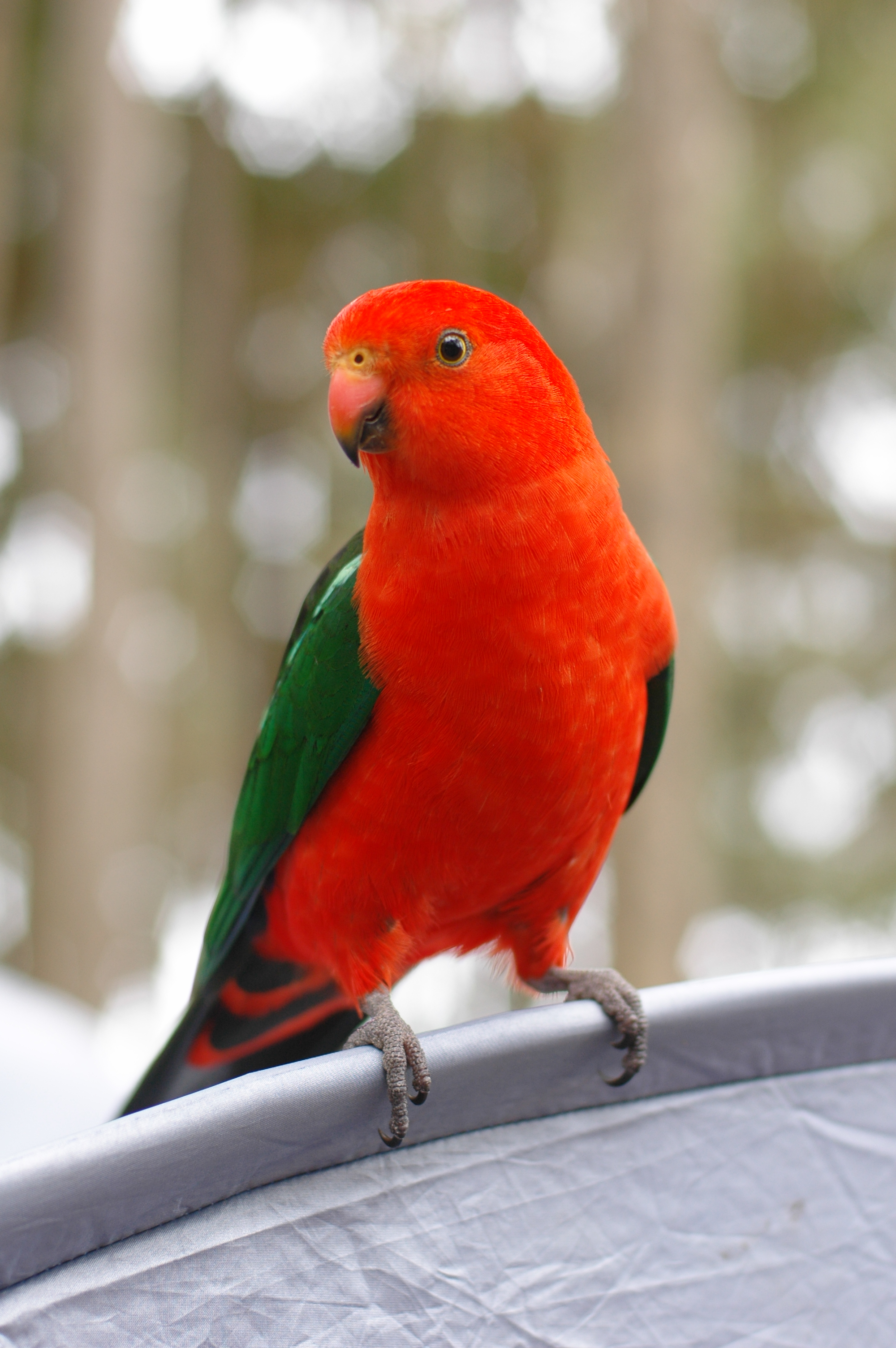
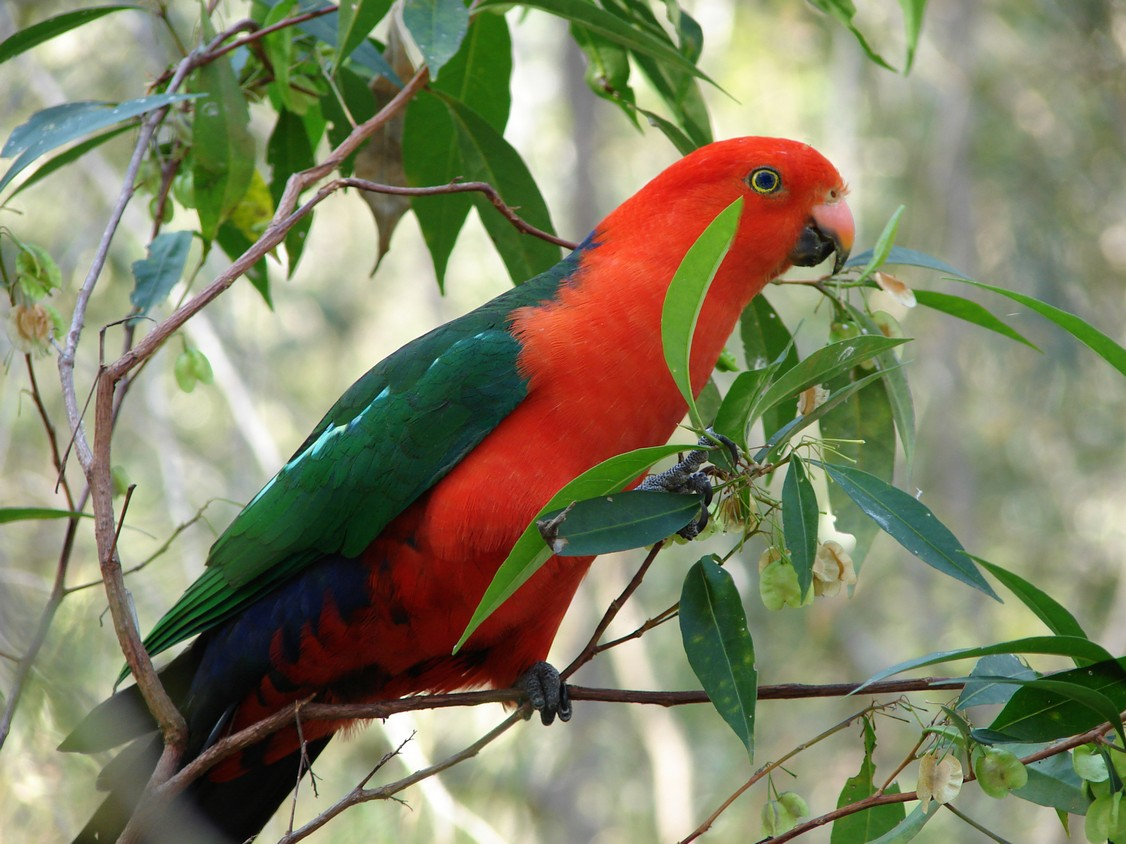
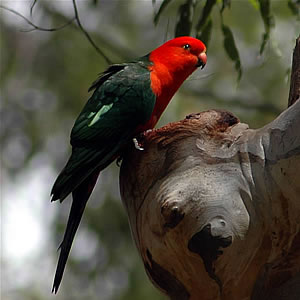
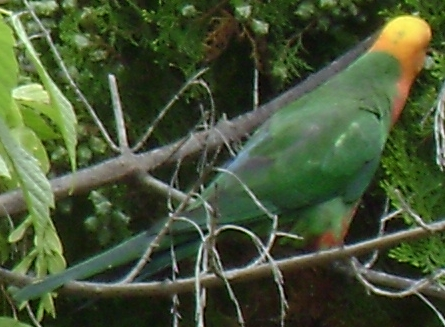
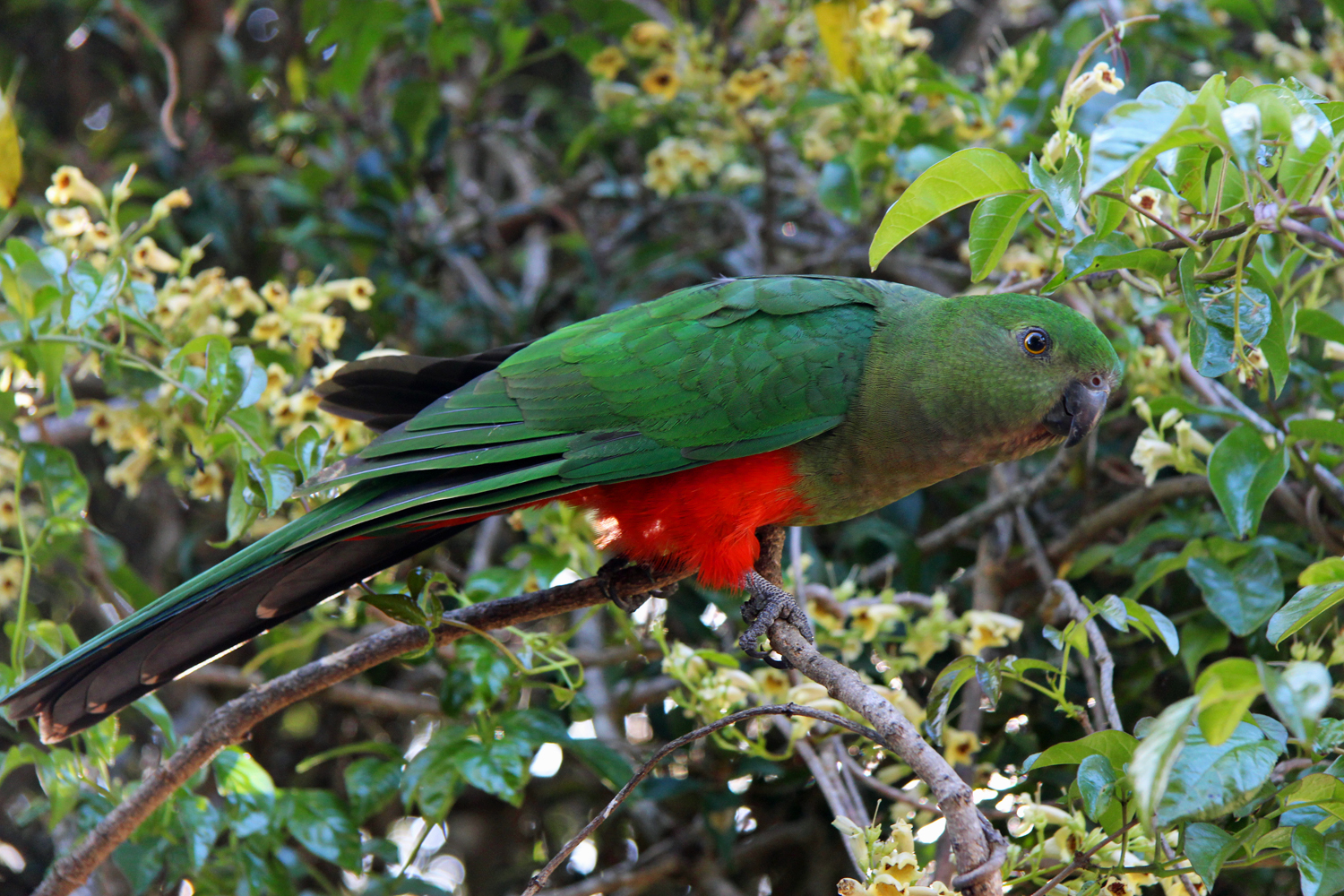